# Chi (Mi darà)/Comandante
Chi (Mi darà)/Comandante pubblicato nel 1984 è un singolo della cantante italiana Iva Zanicchi, pubblicato nel 1984.
Entrambi i brani contenuti nel 45 giri sono inseriti nell'album Quando arriverà, pubblicato anch'esso nel 1984.

## Tracce
Lato A
- Chi (mi darà) - 3:30 - (Umberto Balsamo/Cristiano Malgioglio - U. Balsamo)

Lato B
- Comandante - 4:00 - (Maurizio Piccoli - Pino Donaggio)